# Aleksandr Pirogow
Aleksandr Stiepanowicz Pirogow (ros. Александр Степанович Пирогов; ur. 22 czerwca?/4 lipca 1899 w Riazaniu, zm. 26 czerwca 1964 na wyspie Miedwieżja Gołowa na rzece Oka) – rosyjski śpiewak, bas.

## Życiorys
Studiował historię i filologię na Uniwersytecie Moskiewskim, jednocześnie ucząc się śpiewu w szkole przy Moskiewskim Towarzystwie Filharmonicznym. Zadebiutował w 1919 roku w moskiewskim Teatrze Rewolucyjnej Rady Wojennej. W latach 1922–1924 występował w Wolnej Operze S.I. Zimina. Od 1924 do 1954 roku był solistą moskiewskiego Teatru Bolszoj.
Specjalizował się w rosyjskim repertuarze operowym. Zasłynął tytułową rolą w Borysie Godunowie Modesta Musorgskiego, w 1955 roku wziął udział w filmowej rejestracji tej opery. Wykonywał też m.in. role Mefistofelesa w Fauście Charles’a Gounoda i Don Basilia w Cyruliku sewilskim Gioacchino Rossiniego. Dokonał nagrań płytowych dla wytwórni Miełodija.